# Justinien Clary
Conte Justinien Charles Xavier Clary (Parigi, 20 aprile 1860 – Parigi, 14 giugno 1933) è stato un tiratore a volo e dirigente sportivo francese.
Fu presidente del Comitato Olimpico francese dal 1913 al 1933.

## Biografia

### Tiro
Partecipò alle Olimpiadi 1900 di Parigi dove riuscì a vincere la medaglia di bronzo nella gara di fossa olimpica. È ricordato in questo sport anche per essere stato il primo presidente della FITASC, la federazione internazionale di tiro sportivo, dal 1921 al 1933.

### Dirigente sportivo
Clary fu per venti anni presidente del Comitato Olimpico francese. La sua presidenza è ricordato soprattutto per l'organizzazione dei Giochi della VIII Olimpiade a Parigi nel 1924. Fu il suo discorso a chiudere la cerimonia d'apertura dei Giochi parigini il 5 luglio 1924, dopo i discorsi del presidente della Repubblica francese, Gaston Doumergue e il presidente del CIO, il barone Pierre de Coubertin.
Durante il congresso di Losanna, nel 1921, fu lui ad avere l'idea di organizzare i Giochi olimpici invernali, cosa che avvenne nel 1924 a Chamonix.

## Palmarès
| Anno | Manifestazione | Sede   | Evento         | Risultato |
| ---- | -------------- | ------ | -------------- | --------- |
| 1900 | Olimpiadi      | Parigi | Fossa olimpica | Bronzo    |